# إلديفونسو فالكونس
إلديفونسو فالكونيس دي سييرا (بالإسبانية: Ildefonso Falcones de Sierra) المعروف باسم إلديفونسو فالكونيس (ولد سنة 1958) محامٍ وكاتب قطلوني إسباني يعيش في مدينة برشلونة. تخصص في الرواية التاريخية، واشتهر بعد روايته «كاتدرائية البحر» (2006)، التي كانت الرواية الأكثر قراءة في إسبانيا سنة 2007. كما نشرت روايته الثانية «يد فاطمة» سنة 2009، وحققت هي الأخرى نجاحاً كبيراً، وصدرت روايته «الملكة الحافية» عام 2013.

## حياته
ولد إلديفونسو فالكونس في برشلونة سنة 1958، وكان أبوه محاميًا وأمه ربة منزل. مارس الفروسية منذ طفولته، وكان بطلًا لناشئي إسبانيا في قفز الحواجز، غير أنه توقف عن رياضته المفضلة عندما توفي أبوه وهو في السابعة عشرة من عمره. درس إلديفونسو في الكلية اليسوعية في سان إغناثيو، ثم التحق بالجامعة لدراسة علمي القانون والاقتصاد، غير أنه لم يلبث أن ترك الاقتصاد وتفرغ لدراسة القانون.
يعمل فالكونيس حاليًا محاميًا حرًا ومكتبه بمنطقة إيشمبلي (بالقطلونية: Eixample) في برشلونة، وما زال ـ رغم نجاحه في الكتابة الأدبية ـ يجمع بين مهنته كمحام وعمله الأدبي. وقد استغرقت روايته الأولى منه خمس سنوات لإتمامها.

## الروايات
- كاتدرائية البحر (بالإسبانية: La catedral del mar)، نشرت سنة 2006، وتدور أحداثها في برشلونة في العصور الوسطى.[5] نُشرت في أكثر من أربعين دولة.[6]
- يد فاطمة (بالإسبانية: La mano de Fátima)، وتدور أحداثها في القرن السادس عشر إبان ثورة البشرات. نُشرت في 10 يونيو 2009، وحققت هي الأخرى نجاحاً كبيراً، إذ بيعت منها 50 ألف نسخة في يوم صدورها وحده.[7]
- الملكة الحافية (بالإسبانية: La reina descalza)، صدرت عام 2013، وتدور أحداثها في إسبانيا في منتصف القرن الثامن عشر.

## الجوائز والتكريم
حصل فالكونيس على عدة جوائز أدبية، من بينها:
- جائزة أوسكادي الفضية (بالإسبانية: Euskadi de Plata) لأفضل رواية بالإسبانية، عن روايته كاتدرائية البحر (إسبانيا، 2006)
- جائزة كي لير (بالإسبانية: Qué Leer) لأفضل كتاب إسباني، عن رواية كاتدرائية البحر (إسبانيا، 2006)
- حصلت روايته كاتدرائية البحر على جائزة مؤسسة خوسيه مانويل لارا (بالإسبانية: Fundación José Manuel Lara) لأعلى الروايات مبيعًا في العام 2006.
- جائزة جوفاني بوكاتشيو لأفضل مؤلف أجنبي، عن «كاتدرائية البحر» (إيطاليا، 2007)
- جائزة فولبير دي شارتر، عن رواية كاتدرائية البحر (فرنسا، 2009)
- جائزة روما لأفضل أدب أجنبي، عن رواية «يد فاطمة» (إيطاليا، 2010)

وفي عام 2010، قررت بلدية خوفيليس بمقاطعة غرناطة تسمية أحد شوارع المدينة باسم إلديفونسو فالكونس، وذلك بعد النجاح الذي حققته روايته «يد فاطمة»، وهو النجاح الذي حقق شعبية كبيرة لمدينة خوفيليس، مسرح الأحداث الرئيس للرواية، وحضر الكاتب حفل تكريمه الذي أقيم في 4 أبريل 2010 بهذه المناسبة.

## أسرته
فالكونيس متزوج وله أربعة أبناء.

## وصلات خارجية
- إلديفونسو فالكونس على موقع ميوزك برينز (الإنجليزية)

- الموقع الرسمي للكاتب (بالإنجليزية)